# Haus Altenburg
Haus Altenburg, auch Alteburg oder früher Haus Breberen genannt, ist ein im Tal des Saeffelbaches in der unmittelbaren Nähe des Gangelter Ortsteils Breberen gelegenes ehemaliges Rittergut im nordrhein-westfälischen Kreis Heinsberg.
Die an der Stelle einer frühen Turmhügelburg (Motte) von den Herren von Heinsberg erbaute und teilweise noch von Wassergräben umgebene Burganlage wurde 1330 als „Hof ten berghe“ erstmals urkundlich erwähnt. Sie gliedert sich in eine dreiseitige zweigeschossige Vorburg aus dem 17. und 18. Jahrhundert und das über eine ansteigende Backsteinbrücke erreichbare dreiflügelige Herrenhaus, ebenfalls aus dem 17. und 18. Jahrhundert. Sämtliche Bauten sind aus Backstein aufgemauert.
Das korbbogige Tor der Durchfahrt der Vorburg ist mit einem Wappenstein aus dem Jahr 1714 verziert, der das Wappen der Familie von Blanckart zeigt. In den Mauerankern der Nordseite ist außen die Jahreszahl 1780 gearbeitet, am Westflügel innen findet sich ein Doppelwappen der Familien Bocholtz und Hoensbroech mit der Jahreszahl 1628, ferner ist im Südflügel ein Inschriftenstein eingemauert, der die Jahreszahl 1658 zeigt.
Das Herrenhaus mit Teilen aus dem 17. Jahrhundert hat 1782 seine heutige Form erhalten und erstreckt sich zweigeschossig über einem doppel-T-förmigen Grundriss, sodass die beiden Flügelbauten risalitartig über den Mittelbau von drei Fensterachsen vorspringen. Der Mittelbau verfügt über einen Torweg, dessen bossiertes rundbogiges Hausteinportal ebenfalls vom Doppelwappen Bocholtz/Hoensbroech gekrönt ist. Im Keller des Herrenhauses findet sich ein spätgotischer Pfeiler, der wohl aus einem Vorgängerbau stammt.
Das Schloss befindet sich bis heute im Besitz der Familie Graf von und zu Hoensbroech.